# Rétiaire(s)
Rétiaire(s) est un roman policier de l'écrivain français DOA, publié 2023 dans la collection « Série noire » des éditions Gallimard.
Ce roman est l'adaptation d'un projet avorté de série policière conduit par DOA et Michaël Souhaité en 2007.

## Résumé
Début 2021, au siège de la Direction régionale de la police judiciaire de la préfecture de police de Paris, Théo Lasbleiz, commandant de police, tue d'une balle dans la tête un trafiquant de moyenne envergure nommé Nourredine Hadjaj puis tente de retourner son arme contre lui mais ses collègues parviennent à l'en empêcher. Le trafiquant est le principal suspect dans le meurtre de la femme et de la fille de Théo Lasbleiz.
Incarcéré à la prison de la Santé, il y retrouve Mohamed Cerda, dit Momo, qui dirige un clan manouche avec son demi-frère Manuel Cerda, dit Manu. Momo et Théo ont scellé une alliance en 2017 au cours d'une nuit où Théo a coincé et sauvé Momo tout en vengeant Luciana Rey, capitaine de police et amante de Théo dont le jeune frère, policier lui aussi, a été tué. Les deux hommes ont ensuite appris à se connaître et à s'apprécier.
Le clan Cerda prépare un gros coup depuis plusieurs mois : braquer à un clan rival une cargaison d'une tonne de cocaïne arrivant en Espagne. La police est sur leurs traces mais manque d'information. Amélie Vasseur, capitaine de gendarmerie, rend visite à Théo en prison, espérant que ses connaissances du clan manouche pourront l'aider. Elle en revient avec l'intuition que Lola Cerda, la fille du frère aîné de Manu, décédé, pourrait être la clé pour arriver à comprendre ce que prépare le clan Cerda.

## Éditions
- Rétiaire(s), Gallimard, coll. « Série noire », 12 janvier 2023, 432 p.  (ISBN 978-2-07-292701-0)
- Rétiaire(s), Gallimard, coll. « Folio policier » no 1000, 15 août 2024, 432 p.  (ISBN 978-2-07-304442-6)